# Saint-Benoît (Aude)
Saint-Benoît é uma comuna francesa na região administrativa de Occitânia, no departamento de Aude. Estende-se por uma área de 21,31 km². Em 2010 a comuna tinha 109 habitantes (densidade: 5,1 hab./km²).